# Schäferbrunnen (Celle)

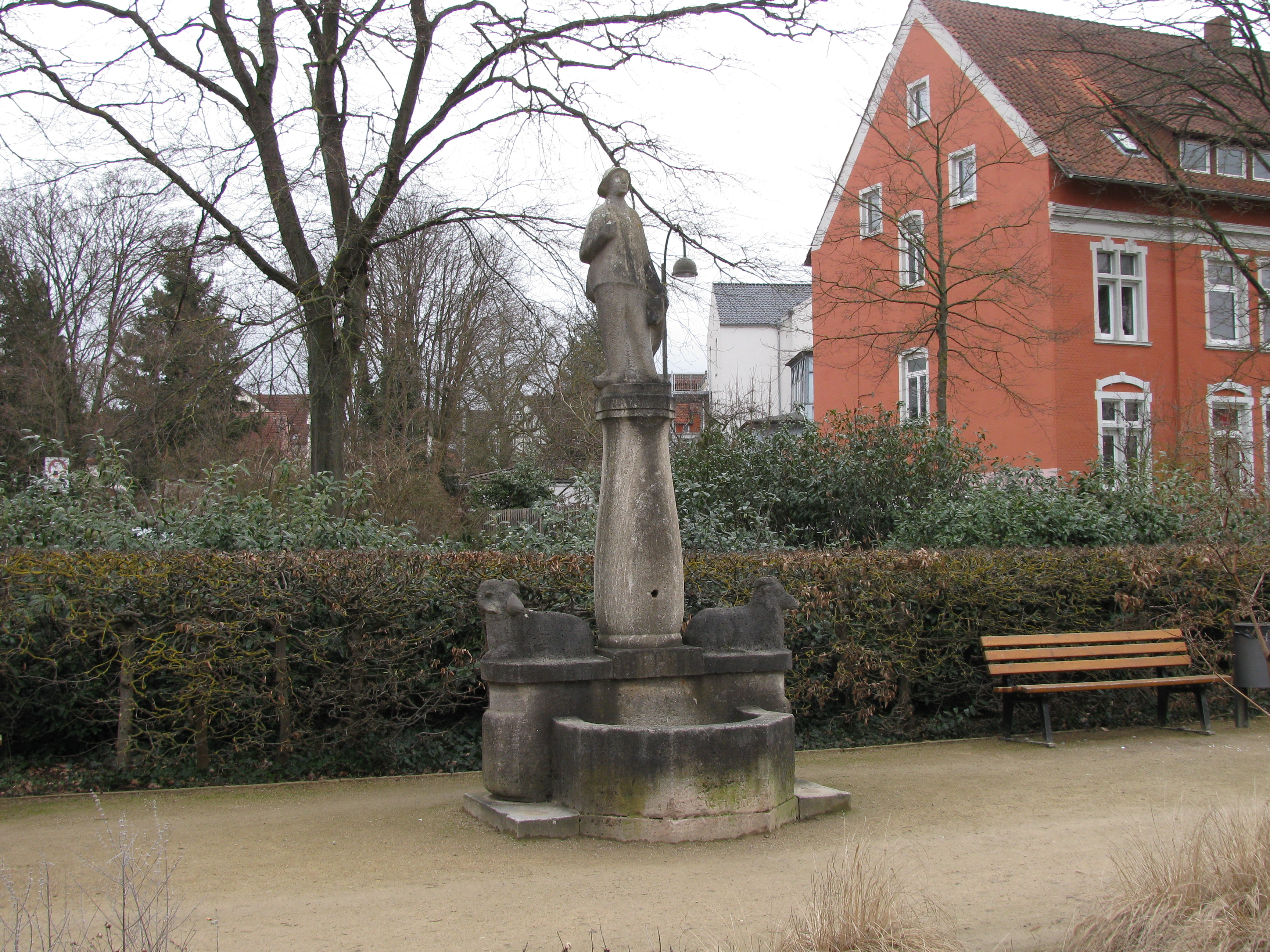
Schäferbrunnen in Celle

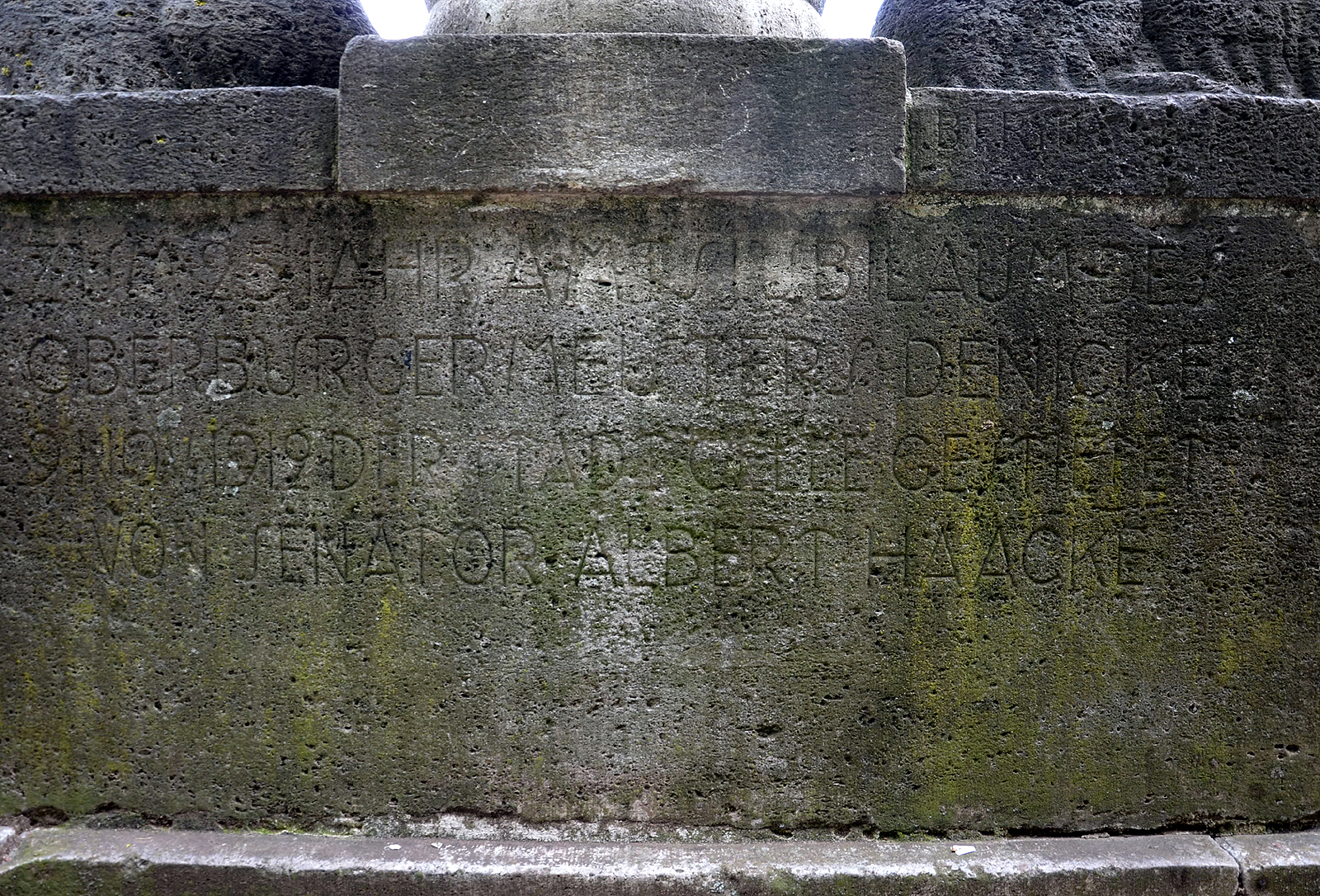
Inschrift unter der Schäferfigur

In Celle gibt es den Schäferbrunnen, besser den Heideschäferbrunnen, den der Bildhauer Bernhard Frydag  (1879–1916) 1907 ursprünglich aus Stein und Bronze schuf. 
Er stand von 1912 bis 1927 auf der Stechbahn/Ecke Poststraße. Seit 1955 steht er am Ende der Trift auf der Höhe Arndstraße.
Die Bronzefigur samt dem Hund auf der Brunnensäule wurde in den 1940er zu Kriegszwecken eingeschmolzen. 1955 ersetzte die Bildhauerin Gerda Sautter de Hotzen (1921–2009) diese durch eine Steinkopie aus Muschelkalk. Die Rückseite nennt den Anlass, Stifter und den Beschenkten. Den Brunnen stiftete Senator Albert Haacke zum 25sten Amtsjubiläum des Celler Oberbürgermeisters Wilhelm Denicke am 9. November 1912 der Stadt Celle.
An der Brunnensäule liegen zwei Schafe. Der Ausguss in das polygonale Brunnenbecken fehlt, womit der Brunnen wohl auch nicht mehr in Betrieb ist.
Der Schäferbrunnen steht auf der Liste der Baudenkmale in Celle.